# U-116号潜艇 (1918年)
陛下之116号潜艇是德意志帝国海军于第一次世界大战期间建造的一艘中型潜艇或称U艇。它由埃尔宾的希肖船厂承建，自1916年9月铺设龙骨，至1918年下水。但受制于战时物资紧缺和船厂经验匮乏，该艇从未完工，最终于停战后在但泽拆解报废。

## 设计
第一次世界大战中期，为了满足潜艇破交战的作战需求，德意志帝国海军潜艇监察局（Inspektion des U-Bootwesens）在U-93号的基础上，提出了名为“43号方案”的中型双壳体远洋潜艇设计工程。该方案类似于加长版的U-93号艇，其水上和水下排水量分别为882吨和1233吨，全长72.30米，舷宽6.50米；装备有可在水上使用的两台猛狮六缸四冲程柴油发动机，总功率为2,400匹公制馬力（1,765千瓦特）、以及水下使用的西门子-舒克特双电动发电机，总功率为1,200匹公制馬力（883千瓦特）。艇只的水面最高航速16節（30每小時），在水下的最高航速则为9節（17每小時）。由于燃油携带量较U-93号增加了30%，使其可以8節（15每小時）的速度在水上巡航11,470海里（21,240），或以4.5節（8.3每小時）的速度在水下巡航60海里（110）。武器配置则与U-93号大体相当。

## 建造
就战术性能而言，43号方案与U-93号相差不大。但力主建造该方案潜艇的埃尔宾希肖船厂希望能藉此机会打入大型潜艇建造市场，因此主动提出采取自筹经费的方式承建2艘，并暂定名为“战艇”（Kriegsboote），由帝国海军正式订购再编为U-115号和U-116号。然而，由于埃尔宾希肖船厂是生产鱼雷艇起家，在潜艇建造方面的经验严重不足。再加上战时物资和人手紧缺，U-116号的工期被大大延误：自1916年9月铺设龙骨之后，直至1918年初才得以下水。1918年10月20日，希肖船厂报告称U-116号至少要到1919年春天才能交付，因此未及参加实战。战后，该艇停止建造并在但泽拆解报废，其柴油发动机则被装备至由前葛冯号巡洋舰改装的货轮阿道夫·佐默费尔德号（Adolf Sommerfeld）之中。

## 脚注
1. 1 2  陈进，第140頁.
2. ↑  Williamson，第15頁.